# USS Hyman G. Rickover (SSN-709)
Pour les autres navires du même nom, voir USS Hyman G. Rickover.
Le USS Hyman G. Rickover (SSN-709) est un sous-marin nucléaire d'attaque américain de classe Los Angeles nommé d'après l'amiral Hyman Rickover et est le seul sous-marin de cette classe à ne pas être nommé d'après une ville des États-Unis.

## Histoire du service
Construit au chantier naval Electric Boat de Groton, il a été commissionné le 21 juillet 1984 et a été retiré du service de l’United States Navy en 2006.
Menant une mission « antiterroriste » en océan Atlantique Nord de décembre 2003 à février 2004, il a été suspecté d'être à l'origine de la catastrophe du chalutier breton Bugaled Breizh du 15 janvier 2004. En effet, cette piste a été avancée par l'ancien commandant de la flotte des sous-marins français Dominique Salles, expert pour l'instruction qui a fait un rapprochement avec des transports maritimes de déchets nucléaires à l'usine de retraitement de la Hague et la pertinence à faire du renseignement sur cela pour les Américains,. Un responsable américain a démenti la responsabilité du sous-marin américain,,.